# حكاية الذيول التسعة 1938
حكاية الذيول التسعة 1938 (بالكورية: 구미호뎐1938)؛ هو مسلسل تلفزيوني كوري جنوبي، من بطولة لي دونغ ووك، كيم بوم، كيم سوو يون وريو كيونغ سو. هو الجزء الثاني من حكاية الذيول التسعة لعام 2020. عرض على قناة تي في إن في 6 مايو الى 11 يونيو 2023، بث كل يوم السبت والأحد في الساعة 21:20 (KST).

## القصة
تورط لي يون (لي دونغ ووك) في قضية غير متوقعة دفعته للعودة بالزمن إلى عام 1938. هناك ، يلتقي ريو هونغ جو (كيم سو يون) مرة أخرى. كانت ذات يوم حامية لجبل في الغرب، لكنها في عام 1938 صاحبة أفضل مطعم فاخر اسمه ميويون جاك في العاصمة كيونغسونغ. عندما التقىت ريو بـ لي يون لأول مرة، كانت مفتونة به، لكنها لم تستطع الحصول عليه. الآن، تقابله مرة أخرى وتشعر بالإثارة. يلتقي لي ايون أيضًا بشقيقه الأصغر لي رانغ.
في هذه الأثناء ، كان تشون مو يونغ (ريو كيونغ سو) هو الروح التي تحرس الجبل في الشرق وكان صديقًا لـ يون وريو.

## طاقم
- لي دونغ ووك في دور لي يون[7]
- كيم سو يون في دور ريو هونغ جو[7]
- كيم بوم في دور لي رانج[7]
- ريو كيونغ سو في دور تشون مو يونغ[8]
- كيم يونغ-جي في دور سووو اون-هو[9]
- هوانغ-هي في دور كو شين جو[9]

### داعم
- كيم جونغ نان في دور من إيوي با[10]
- كيم سونغ هوا في دور يوكي[11]
- كيم سو جين في دور حلزون العروس / بوك هاي جا[12]
- وو هيون جين في دور ايو هي[13]
- كيم نا-هيون في دور نان تشو[14]
- كيم جو يونغ في دور ماي هوا[15]
- كانغ نا إيون في دور جوك هي[16]
- جو دال هوان اليد اليمنى لـ" "(لي رانغ)، الذي يعيش كزعيم للعصابة عام 1938.[17]
- جانغ ها-كيونغ في دور يانغ يونغ-اي[18]

### الحكومة اليابانية العامة لكوريا
- ها دو-كوان بدور ريوهي كاتو[12]

المكتب العام للشرطة. إنه أحد أقوى الأشخاص في الحكومة العامة لكوريا.
- ليم جي هو في دور أكيرا سايتو[19]

ضابط قسم الأمن التابع لقسم الأمن العام.

## المشاهدات
| الموسم | الموسم | رقم الحلقة | رقم الحلقة | رقم الحلقة | رقم الحلقة | رقم الحلقة | رقم الحلقة | رقم الحلقة | رقم الحلقة | رقم الحلقة | رقم الحلقة | رقم الحلقة | رقم الحلقة | المتوسط |
| الموسم | الموسم | 1          | 2          | 3          | 4          | 5          | 6          | 7          | 8          | 9          | 10         | 11         | 12         | المتوسط |
| ------ | ------ | ---------- | ---------- | ---------- | ---------- | ---------- | ---------- | ---------- | ---------- | ---------- | ---------- | ---------- | ---------- | ------- |
|        | 1      | 1.659      | 1.843      | 1.443      | 1.805      | 1.457      | 1.664      | 1.514      | 1.803      | 1.283      | 1.685      | 1.287      | 2.216      | 1.638   |

وفقا لنيلسن كوريا، فقد حقق المسلسل رقما قياسيا في نسب المشاهدة مع الحلقة الأخيرة، بمتوسط تقييم 8.024% بحوالي 2.2 مليون مشاهدة، متجاوزا الموسم الاول.
| الحلقات | تاريخ البث    | تقييمات "نيلسن كوريا" | تقييمات "نيلسن كوريا" |
| الحلقات | تاريخ البث    | على الصعيد الوطني     | سيئول                 |
| ------- | ------------- | --------------------- | --------------------- |
| 1       | 6 مايو 2023   | 6.463%                | 7.409%                |
| 2       | 7 مايو 2023   | 7.129%                | 8.303%                |
| 3       | 13 مايو 2023  | 5.233%                | 5.808%                |
| 4       | 14 مايو 2023  | 6.682%                | 7.606%                |
| 5       | 20 مايو 2023  | 5.533%                | 6.656%                |
| 6       | 21 مايو 2023  | 6.860%                | 8.116%                |
| 7       | 27 مايو 2023  | 5.324%                | 6.249%                |
| 8       | 28 مايو 2023  | 6.736%                | 7.983%                |
| 9       | 3 يونيو 2023  | 4.988%                | 6.155%                |
| 10      | 4 يونيو 2023  | 6.625%                | 8.196%                |
| 11      | 10 يونيو 2023 | 4.728%                | 5.475%                |
| 12      | 11 يونيو 2023 | 8.024%                | 9.102%                |
| متوسط   | متوسط         | 6.194%                | 7.255%                |

## الإنتاج

### صناعة
في سبتمبر 2021 ، اعلنت تي في إن عن إنتاج موسمين من مسلسل، الموسم الثاني سيكون خلال فترة الاستعمار الياباني والموسم الثالث سيكون خلال عصر جوسون. تم انتاجه بواسطة استوديو دراغون بتعاون مع هاو بيكتشرز التابعة لجي تي بي سي إستوديوز. ومن كتابة هان وو ري مرة أخرى.

### طاقم
في مايو 2022 ، تم تأكيد الطاقم الرئيسي للمسلسل، لي دونغ ووك، كيم بوم، كيم سوو يون وريو كيونغ سو، يشارك كل من لي دونغ ووك وكيم بوم ادوارهما مرة أخرى. مع انضمام كل من كيم سو يون وريو كيونغ سو دور البطولة للموسم الثاني.

## البث الدولي
متاح هذا المسلسل محليا عبر المنصة الرئيسية تيفينج ودولياً عبر أمازون برايم فيديو (بمناطق محدودة).

## روابط خارجية
- الموقع الرسمي
 (بالكورية)
- حكاية الذيول التسعة 1938 على موقع IMDb (الإنجليزية)
- حكاية الذيول التسعة 1938 على موقع قاعدة بيانات الفيلم (الإنجليزية)
- حكاية الذيول التسعة 1938 على هانسينما